# Radio Kelly Milano
Radio Kelly Milano, conosciuta anche come RKM, era un'emittente dell'etere italiana operativa tra la fine degli anni 70 e la fine degli anni 90. 
Gli studi, di proprietà di Alberto Marcante, noto gioielliere, erano dislocati all'ultimo piano di un palazzo nel centro di Cinisello Balsamo.

## Storia
Ha modulato in particolare dal 1977 sulla frequenza dei 100,100 MHz in FM irradiata da Milano (sul grattacielo di Via Turati sui 100,000 MHz) e da Brunate (CO) e ascoltabile in buona parte della Lombardia e del Piemonte. 
Disponeva tuttavia di una frequenza locale sui 94,300 MHz a Cinisello Balsamo (che negli anni novanta fu ceduta per risolvere un cronico problema di incompatibilità radioelettrica a Radio Dimensione Suono, la quale eserciva un diffusore a 94,450 MHz da Milano, risintonizzato a 94,400 MHz grazie appunto all'acquisto dell'impianto di Radio Kelly).
La programmazione musicale spaziava dal genere new wave (molto in voga in quegli anni e di cui la radio fu l'autentico baluardo nell'area milanese) alla musica dance e al rock.
È Giorgio Riva, speaker del week end, forte della passione per le radio locali che grazie alle conoscenze acquisite visitando innumerevoli studi radiofonici, un giorno nella città di Padova, nel curiosare negli studi di una piccola emittente, incontra il titolare, Gianni, appassionato di elettronica e radiofrequenza, il quale aveva costruito per la sua radio il trasmettitore e le antenne.
Da quella giornata nasce una profonda amicizia e, Giorgio Riva coadiuvato da Sergio Arrighini, produttore pubblicitario, organizzatore e supervisore della stazione radiofonica, all'epoca nel 1982 con diffusione solo locale sui 100,100 MHz da Cinisello (in attività dal 1977), riescono a convincere Marcante ad espandere il raggio di copertura, pertanto fanno costruire a Gianni un trasmettitore da 2000 watt e 8 antenne direttive a 3 elementi. Dopodiché, tutti e tre armati di grande spirito di collaborazione, installano il tutto in una postazione a Brunate a 750 metri s.l.m. (ancora esistente nel 2016) e la radio inizia ad irradiare il segnale dalla famosa frequenza "100 in FM" (in realtà 100,100 MHz) raggiungendo le province di Como, Varese, Novara, Pavia, Novara, Vercelli, Piacenza, Cremona ed ovviamente Milano con quel solo ripetitore (quello di Milano a 100,000 MHz viene spento in quanto incompatibile e superfluo). L'esperienza è talmente positiva che dopo due anni il trasmettitore da 2000 watt viene sostituito con uno da 12000 watt e Radio Kelly Milano assume così i connotati di emittente regionale, coprendo la maggior parte della Lombardia.
Conosce il suo massimo splendore nel triennio 1984/1986 dove entra a far parte delle 10 radio più ascoltate del nord Italia. La formula vincente fu senz'altro quella di dare poco spazio ai conduttori e più alla musica e di programmare jingles avvincenti dallo stile fortemente statunitense creati da Clay Remini dello studio Zerodibì di Milano. In questo stesso periodo la domenica pomeriggio la radio ha trasmesso la diretta delle partite di campionato di Juventus e Inter utilizzando le due frequenze separatamente.
Dalla fine degli anni 80 inizia una fase di declino, legata a problemi tecnico-legali per l'impiego della frequenza 100,100 MHz ritenuta interferente con l'impianto 99,900 MHz di Radio 3 dal Monte Penice. Dopo una parentesi durante la quale Radio Kelly si affiliò alla syndication Lattemiele, riprese un'autonomia gestionale che comunque, in considerazione delle citate difficoltà tecniche, non le consentì di sollevare le proprie sorti.
Nel 1998 il fondatore Alberto Marcante cedette marchio, concessione e frequenza 100,100 MHz (nel frattempo delocalizzata a Milano città prima su 100.050 MHz e poi a 100,025 MHz e quindi a 100,000 MHz) al gruppo milanese editore di Radio Amica - Juke Box e della tv locale Più Blu Lombardia. Cessa quindi qui la prima Radio Kelly.
Nel periodo 2003/2004, l'emittente muta la propria denominazione da Radio Amica-Kelly a Radio Kelly-Juke Box, mentre la frequenza 100,100 MHz continua ad avere problemi tecnici.
Nel 2007, dopo una parentesi durante la quale sui suoi 100,000 MHz vengono veicolati i programmi di Radio Disc Jockey Classic, la stazione viene destinata al trasporto dei programmi dell'emittente sportiva Milaninter Radio Tv.
Dal 2008 è in atto un braccio di ferro con il Ministero dello Sviluppo Economico per l'impiego della frequenza contesa da Rai Radio 3 con numerosi riconoscimenti giudiziari amministrativi (ed anche civili e penali) che tuttavia non hanno ad oggi condotto alla risoluzione del problema.

## Programmazione
Tra i vari programmi trasmessi nel corso della sua esistenza sono da menzionare:
- Hot 100 dei cento - il fiore all'occhiello della programmazione; si trattava di una classifica composta da ben 100 motivi in onda in una vera e propria maratona il sabato pomeriggio con un cambio di conduttori tra i quali si ricordano Dario Arrighi, Casé, Ivano Lenny, Gianni Monti, Umberto Fiume, Massimo D'Alessi, Susy, Franco Vanni, Marvin Revelli, Roby Zico, Stefano Ales.
- Hot 100 cento numeri fa - spazio inaugurato dopo la messa in onda del centesimo numero della Hot 100 e che prevedeva la riproposizione all'ora di pranzo dal lunedì al venerdì di alcuni brani che componevano la classifica andata in onda cento numeri prima negli anni precedenti
- Your Top 10 - le 10 canzoni preferite da un ascoltatore estratto a sorte in onda ogni pomeriggio dal lunedì al venerdì
- Mix mania - programma di grande successo di musica dance mixata curato dai dj's Massimo Ravasi (Massimo Cazzulani) e Bruno Ceccato (Bruno Zanotti) in onda il venerdì e sabato sera e successivamente anche durante la settimana nel pomeriggio con Roberto Miglioli
- Una classifica al giorno - tutti i pomeriggi una classifica di un genere diverso composta di 10 brani: in ordine a partire da lunedì Instrumental box, New wave parade, Hit rockelliana, Top dance music, Flash disco hit, Made in Italy, Classifica soft (queste ultime 2 in onda la mattina); la number 1 veniva poi proposta dal termine della classifica allo scoccare di ogni ora dispari mentre dal lunedì al venerdì in serata veniva trasmessa l'appendice "Fuori dai 10" dedicata ai pezzi usciti dalla top 10
- Per noi giovani - tre spazi di mezz'ora nel pomeriggio tra un programma e un altro dedicati ai successi del momento in campo new wave, rock e dance
- Special Con - in serata spazio dedicato agli artisti più importanti di cui veniva trasmesso appunto uno speciale di un'ora
- Disco Kelly - così veniva denominata la novità della settimana che passava in radio allo scoccare di ogni ora "pari"
- Music&Voice termine col quale venivano denominati x un certo periodo gli unici spazi speakerati del palinsesto
- Ten Years Of Music, 10 Anni di Musica - 10 canzoni, una per ogni anno degli ultimi 10 anni; un jingle ricordava l'anno del brano e al termine dell'ora del programma lo speaker riepilogava i brani ascoltati
- Block Notes Musica da leggere - ogni pomeriggio, dal lunedì al venerdì, si potevano ascoltare notizie musicali relative ad ogni brano (o artista) trasmesso
- L'Album del D.J. (poi diventato "Le mie preferite"), in onda ogni tardo pomeriggio con le 10 proposte musicali preferite dei conduttori della radio. Ogni giorno, le canzoni scelte da un D.J. diverso
- Week-End con Kelly condotto da Marco Folcia e in Regia Riccardo Caflisch. Sipario-contenitore del sabato e domenica mattina dalle 9,00 alle 12.00 con gag e ospiti come: "Giancà er parcheggiatore de Piazza Gramsci" - Gli Annunci del Supermercato - La Signora Marisa - e tanti altri
- Il Rufus Show-Programma mattutino dei primissimi anni della radio, con telefonate in diretta per la lettura dell'oroscopo del giorno, interviste a personaggi noti dell'hinterland milanese, giochi e tante risate, in onda tutti i giorni dalle 9.00 alle 13.00 condotto da Rufus Morris (alias Maurizio Ponzoni)

Durante il periodo estivo dalla metà di giugno ai primi di settembre la programmazione assumeva la denominazione "100 estate" e i programmi si trasformavano con altri nomi e jingles; ad esempio il programma mixato si chiamava Mix estate mentre veniva snellita la classifica del fine settimana. C'era anche un gioco a premi intitolato "Musica da Bere", dove si doveva votare la squadra preferita (ogni genere musicale, di soli successi estivi del momento, formava una squadra). Gli spazi speakerati venivano infine rinominati col termine "Sotto l'ombrellone"
Belli e originali erano anche i diversi giochi a premi, ideati (come del resto tutti i programmi) da Dario Arrighi, direttore artistico, responsabile nel miglior decennio della radio.

## Altre emittenti radiofoniche del passato
- Radio Delta